# スイッチカンパニー
株式会社スイッチカンパニーは、就職・転職情報の提供や学生生活を支援する情報サイトの運営、また人材紹介などを主業務とする人材広告企業である。また、理解ナビ、バイトしタイ（休止中）、スイッチエージェント、かえるけんえひめなど人材情報サービスのポータルサイトを運営している。 2000年に有限会社コンベックスとして創業。2013年11月より完全分社化し現在の社名となった。

## 概要
マッチングを重視した「採用活動」「就職活動」に特化したサービス提供の強化のため、株式会社コンベックスの採用コンサルティング事業部を分社し、新会社株式会社スイッチカンパニーを設立。企業の新卒採用活動とその対象となる若者の就職活動や学生ライフをサポート＆マッチングする事業を愛媛に特化して行っている。
また、もともと同社でUターン支援を行ってきたが、2015年より、愛媛へＵ・Ｉターンを希望する若者向けのサービスを本格的に提供を開始した。
採用年度の人材情報以外の低学年に向けたサイトを相次いでオープンさせており、県内での学生情報サイト強化している。

## 沿革
- 2000年 1月 - コンベックス創業。
- 2000年 6月 - コンベックス 法人化（有限会社 コンベックス設立）。
- 2006年 8月 - 新卒・中途対象合同説明会『おしごとフェスタ!』開催。
- 2006年11月- 愛媛・香川の就職情報サイト 『理解ナビ』グランドオープン。
- 2007年11月- 理系学生を対象とした『理系バスツアー』を開催。
- 2007年 4月 - 中途求職者を対象とした『理解転職支援ナビ』グランドオープン。
- 2009年10月- 自社サイト『理解ナビ』のリニューアルオープン。
- 2010年 4月 - 医療業界における採用支援を開始。
- 2010年 7月 - 学生向け就職支援講座を開始。
- 2013年11月- 株式会社スイッチカンパニー設立。
- 2013年11月- Ｕターン希望者向け就職支援の取り組みを開始。
- 2013年12月- 理解ナビを「愛媛の学生のSwitchチャンスを後押しする」目的でポータルサイトとしてリニューアル。
- 2014年 5月 - 事務所を愛媛県松山市北斎院町からスイッチキャンパス（現　愛媛県松山市宮西1丁目8-12　宮西ビル2F)へ移転。
- 2014年 6月 - 愛媛の学生による愛媛の学生のための情報サイト『SWITCH!!』のサービスを開始。
- 2014年 7月 - 人材紹介事業認証取得。
- 2014年10月- 学生限定アルバイトサイト『バイトしタイ』のサービスを開始。
- 2014年12月- 学生の新しいキャリアを学ぶイベント『スイッチアクションイベント』を開催。
- 2015年 8月 - 愛媛へＵターンしたい学生を対象にした、ふるさと情報コミュニティサイト『かえるけんえひめ』のサービスを開始。
- 2016年 8月 - Ｕターン支援について、県外300校を対象にUターン支援を開始。
- 2016年11月- 学生向けイベント「女子Cafe」にて県内女子学生と女性社会人の100名を集めてイベント開催。
- 2017年 1月 - ふるさと情報コミュニティサイト『かえるけんえひめ』がサイトリニューアル。
- 2017年 2月 - 理系学生限定イベント「シューCafe理系」を開催。
- 2017年10月- 愛媛の人材紹介に特化した「スイッチエージェント」がサイトリニューアル。
- 2018年 1月 - 1月5日に愛媛県で一番早い業界研究会「SWITCHACTION」を開催。